# Caplin Cove-Southport
Caplin Cove-Southport is een local service district en designated place in de Canadese provincie Newfoundland en Labrador.

## Geografie
Caplin Cove-Southport is gelegen aan de oostkust van het eiland Newfoundland. Het betreft zes dorpen langs Route 204, een van west naar oost lopende provinciebaan. Deze weg volgt grotendeels de zuidelijke oever van de Southwest Arm, een zijarm van Trinity Bay.
Het gebied bestaat uit twee ongeveer even grote delen die niet met elkaar verbonden zijn doordat tussen beide het LSD Hodge's Cove ligt. Het gedeelte ten oosten van Hodge's Cove bestaat uit de dorpen Butter Cove, Caplin Cove, Gooseberry Cove, Little Heart's Ease en Southport, evenals de verlaten plaats Clay Pits. Het deel ten westen van Hodge's Cove is dunbevolkt en telt enkel het dorp Long Beach.
Ten westen van Long Beach ligt Queen's Cove, een dorp dat deel uitmaakt van het LSD Random Sound West.

## Geschiedenis
Op 23 augustus 2004 kregen de aan elkaar grenzende dorpen Butter Cove, Caplin Cove, Gooseberry Cove, Little Heart's Ease en Southport voor het eerst een vorm van beperkt lokaal bestuur door de oprichting van een local service district (LSD). Het westelijkste dorp (Caplin Cove) en oostelijkste dorp (Southport) gaven hun naam aan het nieuwe LSD.
Op 19 juni 2012 breidde het LSD uit doordat het westelijker gelegen dorp Long Beach zich er vanaf die datum bij aansloot. Het tussen het oorspronkelijke grondgebied en Long Beach gelegen dorp Hodge's Cove bleef echter als aparte LSD voortbestaan.
In april 2023 droeg de provincie een studiebureau op om een haalbaarheidsonderzoek uit te voeren naar de eventuele samensmelting van de LSD's Caplin Cove-Southport, Hodge's Cove, Random Sound West en Deep Bight tot een zelfstandige gemeente. In december 2024 werden de resultaten van het onderzoek gepubliceerd. De volgende stap is een stemming in 2025 om het plan al dan niet goed te keuren door de bevolking van de betrokken LSD's.

## Demografie
Caplin Cove-Southport werd sinds zijn oprichting opgenomen in drie vijfjaarlijkse Canadese volkstellingen. Deze wijzen in eerste instantie op een stabiele demografische situatie. De zeer beperkte groei van de designated place tussen 2011 en 2016 was er weliswaar enkel door de annexatie van Long Beach. In 2011 hadden beide plaatsen immers nog een cumulatieve bevolkingsomvang van 776.
- Bron: Statistics Canada (2006–2011[7], 2016–2021[8])

### Taal
In 2016 hadden alle inwoners van Caplin Cove-Southport het Engels als moedertaal. Vijf mensen (0,7%) gaven daarnaast aan ook het Frans als moedertaal te hebben.